# Lithostege albaria
Lithostege albaria là một loài bướm đêm trong họ Geometridae.